# 大浪淀乡
大浪淀乡，是中华人民共和国河北省沧州市南皮县下辖的一个乡镇级行政单位。

## 行政区划
大浪淀乡下辖以下地区：
叶三拨村、沙家坟村、朝阳村、旁立庄村、白塔寺村、祁家洼村、贾九拨村、五拨台村、陈六拨村、三合村、于十拨村、白小庄村、白吉屯村、马四拨村、段六拨村、叶辛庄村、杨庄子村、王环五拨村、后辛庄村、肖九拨村、何七拨村、年涝洼村、肖十拨村、刘八拨村、玉皇村、丁庄子村、大七拨村和后屯村。